# 1963年公平薪酬法案
1963年公平薪酬法案是一个修正1938年公平劳动标准法的美国劳动法案，其目的是废除薪酬方面的性别歧视（参见性别薪酬差距）。作为“新边疆”项目（New Frontier Program ）的一部分，1963年6月10日约翰·肯尼迪总统签署了该法案。美国国会借助这个法案的通过宣布性別歧視：
- 降低了薪酬和雇员的生活水平，而后者保证了雇员的健康和效率；
- 阻止了对可用劳动力的最大利用；
- 容易引起劳动纠纷，进而加重了商业和商品自由流动的负担，阻碍了商业的发展；
- 构成了不当竞争。

该法案规定：
|                                  | 任何在本条［美国法典第29条第206条］的规定下拥有雇员的雇主，不论以何种方式雇佣雇员，在雇员工作环境相似、要求的技能、努力和道德责任感相同的条件下完成相同的工作量时，不得以性别不同为由支付不同的薪酬，除非薪酬由下列制度衡量：（1）年资制度；（2）考绩制度；（3）以生产质量或数量衡量薪酬的制度；（4）基于性别以外的原因存在薪酬差别的制度［……］ |
| ——《1963年公平薪酬法案》（节选） | |

## 背景

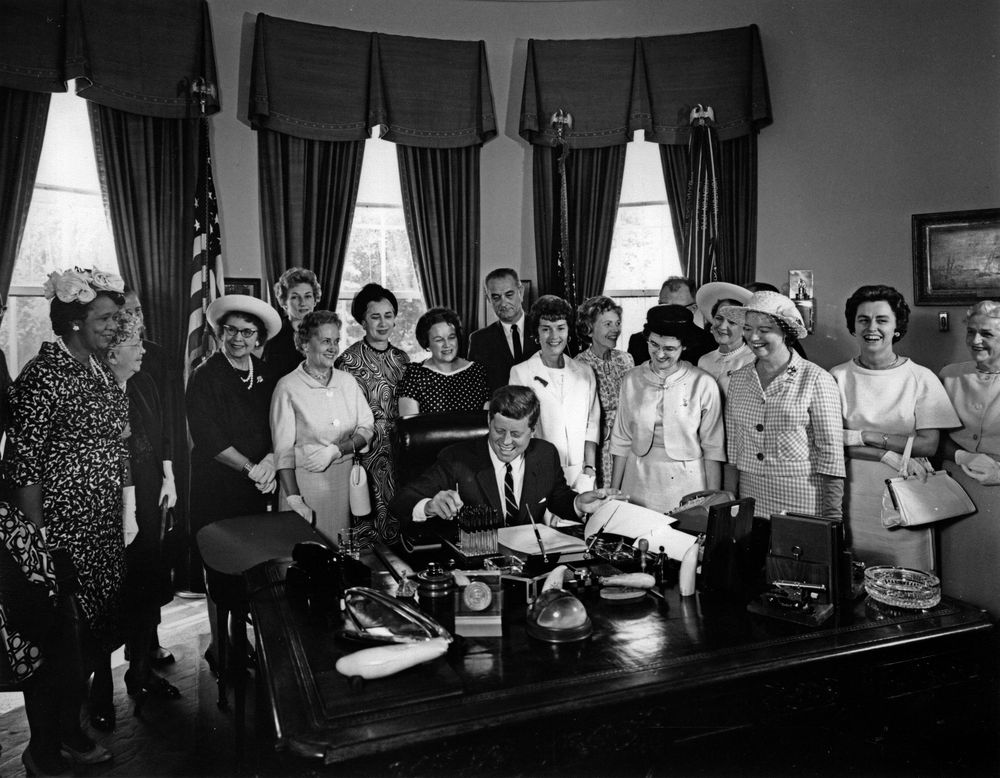
美国女大学生协会成员们和正在签署该法案的肯尼迪总统

1942年，来自纽约州水牛城的共和党议员威妮弗雷德 C. 斯坦利提出了美国众议院第5056号决议案：禁止基于性别的工资歧视，但这在当时并没有获得通过。这个话题此后一度没有取得实质性进展，直到1963年6月10日，美国国会通过了公平薪酬法案以修正公平劳动标准法和“禁止雇主基于性别的工资歧视”。
国会将一个清晰简洁的政策声明列入了该法案，并简要地指出了该法案计划补救的问题。该声明中对于实施该法案的指导政策体现了国会想要塑造一个补救基于性别的工资歧视问题的总体框架，这也得到了最高法院的认可。国会鉴于“女性工作者较为低微的谈判地位”通过了该法案，以补救体现了“男性基于其社会地位较女性而言拥有更高的工资这一过时观念”的社会结构。 该法案保护了男性、女性、特别是那些不被在公平劳动标准法保护的专业行政管理人员的合法权益。